# Кхартапху
Кхартапху (Khartaphu) (7213 м) - один з маловідомих піків хребта Махалангур-Гіма, в центральній частині Гімалаїв, найвищий пік в 10 км на північний схід від Евереста (8848 м). Розташований в Тибеті на півночі долини Каншунг, обмежений з півдня величними вершинами - Еверест, Лхоцзе, Чомо Лонзо, Макалу. Кхартапху є 102-ю по висоті вершиною світу, але зовсім губиться на тлі близько розташованого гіганта Евереста. Першосходження здійснено з льодовика Східний Ронгбук - шляхом першої експедиції на Еверест (Меллорі).

## Ресурси Інтернету
- семитисячник [Архівовано 13 лютого 2013 у Wayback Machine.] (нім.)
- Гімалайський журнал [Архівовано 17 липня 2017 у Wayback Machine.] (англ.)
- Peakware.com [Архівовано 12 травня 2013 у Wayback Machine.] (англ.)
- Khartaphu [Архівовано 19 жовтня 2013 у Wayback Machine.]